# Amores Tangos

Amores Tangos es un grupo musical argentino que retoma el lado alegre y festivo del tango de la kermés y el carnaval. Se popularizó no solo por su particular sonido y su original puesta en escena que trascendió al género, sino también por la participación del público que se da en sus shows. 
 Se caracteriza por combinar en sus melodías elementos del tango, milonga, candombe, música latinoamericana, cumbia y jazz, dejando espacio para el juego y la improvisación.

## Historia
El grupo nace en 2008 como un encuentro de músicos y amigos, que luego de haber tocado en distintas orquestas y escenarios de Buenos Aires, deciden juntarse y armar una banda. En 2011 editan el CD Orquesta de Carnaval, nominado a los Premios Gardel a la música. Desde entonces, comienzan a explorar el lado más festivo del tango, recuperando la tradición de algunas antiguas orquestas que recorrían distintos ritmos. En 2013 editan Altamar, CD nominado al Premio Estrella de Mar y nuevamente al Carlos Gardel. En 2014 editan el DVD Amores Tangos Vivo filmado a ocho cámaras en el Teatro Colón de Mar del Plata y con escenas en exteriores. 
Se han presentado en distintas ciudades de Argentina, España, Brasil e Italia. Se destacan la apertura del 24º Festival de Tango de Granada (2012, España), Altertango Festival di Firenze (2012, Italia), Festival de Tango de Buenos Aires (2012-2013), Festival de Tango de Zárate' (2014), X Cumbre Mundial del Tango en Zárate (2015), y Festival Piazzolla Marplatense (2013- 2014). 
Además, participó del rodaje de Llámenme Francisco, el Papa de la gente, la película que llevará a la pantalla grande la historia de Jorge Bergoglio hasta su elección como Papa en 2013, papel interpretado por el actor Rodrigo de la Serna. Caracterizados de época, los músicos interpretan el tango Golondrinas. La película es una coproducción ítalo-argentina y está dirigida por el italiano Daniele Luchetti. Su estreno está previsto para el 17 de diciembre de 2015, día del cumpleaños del Papa.

## Discografía

### CD de estudio
- Orquesta de carnaval (2011)

1. Milonga Cardinal (Jose Teixidó)
2. Alunado (Gerardo de Mónaco)
3. Marioneta (Armando Tagini - Juan José Guichandut)
4. Tango Apocalypso (Boris Kovac)
5. Pequeña (Osmar Maderna - Homero Expósito)
6. Ausencia (Goran Bregovic)
7. Toda Milonga (Jose Teixidó)
8. Destino de Tango (Jose Teixidó)
9. Cuando llora la milonga (Juan de Dios Filiberto - María Luisa Carnelli)
10. Romance de barrio (Aníbal Troilo - Homero Manzi)
11. Mulatada (Mariano Mores)
12. Eu sei que vou te amar (Tom Jobim - Vinicius de Moraes)
- Altamar (2013)

1. Sanata (Jose Teixidó)
2. Tormentosa (Jose Teixidó)
3. Los cosos de al lao (Marcos Larrosa - José Canet)
4. Parararaira (Jose Teixidó)
5. Pa'que volver (Jose Teixidó - Paola Fernández Dell'Erba)
6. Lo que dejó la marea (Jose Teixidó)
7. Bésame mucho (Consuelo Velázquez)
8. Tango de Altamar (Jose Teixidó)
9. Deshojando margaritas (Ricardo Abadie)
10. Sueño de juventud (Enrique Santos Discépolo)
11. Sanata Retirada (Mariano Mores)
- Fronterabierta (2017)

1. Nossa - (Jose Teixidó)
2. No te vas a arrepentir - (Teixidó –Tarsia) Canta: Juan Tarsia
3. Las tres palabras de mi confesión – ft.  Negro Falótico y Luis Mina  - (Teixidó – Noya)
4. Nada - ft.  Julia Zenko (Dames – Sanguinetti)
5. Chorinho de mis amores - (Jose Teixidó)
6. Corsos – ft.  Limón García, Negro Falótico y Murga Baila la Chola (Patricio Quinteros)
7. Milonga Gipsy - (Perrone - Teixidó)
8. Vuelvo al sur - ft.  Negro Falótico - (Piazzolla – Solanas)
9. Sabe el amor – ft. Marta Gómez - (Jose Teixidó)
10.Tu amor de carnaval - ft.  Cucuza Castiello y Murga Baila la Chola (Teixidó – Quinteros)

### DVD
- Amores Tangos Vivo (2014)